# Élections locales britanniques de 1994 à Londres
Les élections locales britanniques de 1994 ont lieu le 5 mai 1994 en Angleterre. À Londres, 1 917 conseillers d'arrondissement sont à élire.

## Résultats

### Global
| Parti | Parti                 | Votes   | Votes | Votes | Conseils | Conseils | Sièges | Sièges |
| Parti | Parti                 | Voix    | %     | +/-   | Élus     | +/-      | Élus   | +/-    |
| ----- | --------------------- | ------- | ----- | ----- | -------- | -------- | ------ | ------ |
|       | Parti travailliste    | 927 157 | 41,6  | +2,7  | 17       | +3       | 1 044  | +118   |
|       | Parti conservateur    | 696 087 | 31,2  | -6,6  | 4        | -8       | 519    | -211   |
|       | Libéraux-démocrates   | 490 259 | 22,0  | +7,8  | 3        | =        | 323    | +96    |
|       | Parti vert            | 48 798  | 2,2   | -3,7  | 0        | =        | 0      | =      |
|       | Autres                | 65 858  | 2,9   | -0,4  | 0        | =        | 31     | =      |
|       | Conseil sans majorité |         |       |       | 8        | +5       |        |        |
| Total | Total                 |         |       |       | 32       | 32       | 1 917  | 1 917  |

### Par arrondissement

Résultats à Londres.

| Conseil                | Majorité sortante | Majorité sortante | Majorité élue | Majorité élue |
| ---------------------- | ----------------- | ----------------- | ------------- | ------------- |
| Barking and Dagenham   |                   | Travailliste      |               | Travailliste  |
| Barnet                 |                   | Conservateur      |               | Sans majorité |
| Bexley                 |                   | Conservateur      |               | Sans majorité |
| Brent                  |                   | Sans majorité     |               | Sans majorité |
| Bromley                |                   | Conservateur      |               | Conservateur  |
| Camden                 |                   | Travailliste      |               | Travailliste  |
| Croydon                |                   | Conservateur      |               | Travailliste  |
| Ealing                 |                   | Conservateur      |               | Travailliste  |
| Enfield                |                   | Conservateur      |               | Travailliste  |
| Greenwich              |                   | Travailliste      |               | Travailliste  |
| Hackney                |                   | Travailliste      |               | Travailliste  |
| Hammersmith and Fulham |                   | Travailliste      |               | Travailliste  |
| Haringey               |                   | Travailliste      |               | Travailliste  |
| Harrow                 |                   | Conservateur      |               | Sans majorité |
| Havering               |                   | Sans majorité     |               | Sans majorité |
| Hillingdon             |                   | Conservateur      |               | Travailliste  |
| Hounslow               |                   | Travailliste      |               | Travailliste  |
| Islington              |                   | Travailliste      |               | Travailliste  |
| Kensington and Chelsea |                   | Conservateur      |               | Conservateur  |
| Kingston upon Thames   |                   | Sans majorité     |               | LibDem        |
| Lambeth                |                   | Travailliste      |               | Sans majorité |
| Lewisham               |                   | Travailliste      |               | Travailliste  |
| Merton                 |                   | Travailliste      |               | Travailliste  |
| Newham                 |                   | Travailliste      |               | Travailliste  |
| Redbridge              |                   | Conservateur      |               | Sans majorité |
| Richmond upon Thames   |                   | LibDem            |               | LibDem        |
| Southwark              |                   | Travailliste      |               | Travailliste  |
| Sutton                 |                   | LibDem            |               | LibDem        |
| Tower Hamlets          |                   | LibDem            |               | Travailliste  |
| Waltham Forest         |                   | Travailliste      |               | Sans majorité |
| Wandsworth             |                   | Conservateur      |               | Conservateur  |
| Westminster            |                   | Conservateur      |               | Conservateur  |